# J. Scott Campbell
Pour les articles homonymes, voir Campbell.
Compléments
Danger Girl
Gen 13
G.I. Joe
Jeffery Scott Campbell, né le 12 avril 1973 à East Tawas, Michigan (États-Unis), est un dessinateur de comics américain, cocréateur de la série Danger Girl.

## Biographie
Il devient célèbre pour son travail dans le studio créé par Jim Lee, Wildstorm Productions, où il contribue à la série StormWatch. Il accède aux sommets des ventes de comics avec Gen13, une série qui met en scène un groupe d'adolescents aux gènes modifiés, dans l'univers Wildstorm.
Campbell sort ensuite son grand succès Danger Girl sous le label de Wildstorm «Cliffhanger», et travaille aussi sur une adaptation de Danger Girl en jeu vidéo pour la Sony PlayStation. La série et ses séries dérivées continuent à paraître en 2005 avec entre autres Danger Girl : Back in black. 
Campbell s'est ensuite attelé à une nouvelle série appelée Wildsiderz tout en continuant à dessiner des couvertures pour d'autres séries, souvent des personnages féminins dont il s'est fait une spécialité.
Campbell travaille sur les derniers numéros de Wildsiderz, qui souffre comme Danger Girl de nombreux 
retards. Wildsiderz introduit un groupe d'adolescents qui après avoir découvert une nouvelle technologie holographique peut prendre les pouvoirs d'animaux. Ils combattent un savant fou qui veut utiliser cette technologie à des fins malhonnêtes. Cette série est prévue en 5 numéros, 6 en incluant le numéro #0. Mais des ventes décevantes font qu'elle est arrêtée après ces 3 numéros.
Pendant le Show WizardWorld de 2006 tenu à Los Angeles, Marvel Comics a annoncé que Campbell avait signé un contrat exclusif et allait travailler avec le scénariste Jeph Loeb sur une série de Spider-Man. Campbell a déjà dessiné l'homme araignée au travers de nombreuses couvertures et pour la couverture spéciale du numéro #500. Marvel a prévu une publication de cette nouvelle série pour 2007.

## Œuvres
- G.I. Joe: A Real American Hero, 2001 (Image Comics)
- Gen 13 (Image Comics)
- Superman / Gen 13
- The Amazing Spider-Man (Marvel Comics)
- Danger Girl
- Black Panther
- Savage She-Hulk
- DV8 1996 (Wildstorm)
- Marvel Divas # 1
- Freddy vs Jason vs Ash (Dynamite Entertainment)
- Lady Death: The Gauntlet, 2002 Chaos! Comics